# Bitwa nad Sinymi Wodami
Bitwa nad Sinymi Wodami – starcie zbrojne, które miało miejsce w roku 1362. Data bitwy jest sporna, historycy wskazują różne daty pomiędzy 24 września a 25 grudnia. Rozegrała się nad rzeką Sine Wody, w pobliżu Targowicy, na południe od Kijowa.
W bitwie tej oddziały litewskie dowodzone przez księcia Olgierda pokonały wojska zachodniej (tzw. błękitnej) części Chanatu Złotej Ordy. Dzięki temu w krótkim czasie Litwini zdołali opanować znaczne obszary, w przybliżeniu równe 30% powierzchni współczesnej Ukrainy uwalniając Podole i inne ziemie księstw ruskich spod władania mongolskiego.